# Saint-Roch-de-Mékinac
Saint-Roch-de-Mékinac es un municipio parroquial canadiense situado en la provincia de Quebec.

## Superficie
Saint-Roch-de-Mékinac tiene una superficie de 144,52 km².

## Demografía
En 2021, tenía 304 habitantes, una densidad poblacional de 2,1 hab./km², y 295 viviendas.